# 남원 나들목
남원 나들목(Namwon IC)은 전북특별자치도 남원시 월락동에 설치된 광주대구고속도로의 17번 교차로로, 트럼펫 형태의 나들목이다.
24번 국도를 통해 남원시내로 진출할 수 있으며, 영남권에서 남원 시내로 들어올 때 주로 이용한다. 하지만 남원공용버스터미널에서 출발하여 센트럴시티로 가는 고속버스 노선은 순천완주고속도로상에서 이 나들목을 오갈 때 굴곡이 다소 있기 때문에, 춘향로(17번 국도)를 통해 임실군의 오수IC를 이용한다.

## 연혁
- 1981년 12월 12일 : 나들목 신설을 위해 남원시 도시계획구역 교통광장에 월락동 일원을 남원 나들목으로 고시[1]
- 1984년 6월 27일 : 88올림픽고속도로 담양 ~ 달성 구간 개통과 함께 영업 개시[2]
- 1999년 11월 2일 : 2001년 12월까지 나들목 요금소 설치를 위해 전라북도 남원시 월락동 ~ 경상남도 합천군 야로면 야로리 97.1km 구간 도로구역 변경[3]
- 2007년 9월 10일 : 88올림픽고속도로 담양 ~ 성산 구간 왕복 4차로 확장 공사로 인해 남원시 도시계획구역 교통광장에 월락동 일원 위치를 변경[4]

## 구조물 정보
- 위치: 전북특별자치도 남원시 월락동
- 영업소: 전북특별자치도 남원시 충정로 285-23 (월락동)
- 한국도로공사 남원도로관리소: 전라북도 남원시 충정로 265-19 (월락동)

## 접속하는 도로
- 국도 제24호선 (충정로)
- 오들로

## 인접 지역
- 광한루

## 교통량 정보
| 요금소        | 통행량 (대/일) | 통행량 (대/일) | 통행량 (대/일) | 통행량 (대/일) | 통행량 (대/일) | 통행량 (대/일) | 통행량 (대/일) | 통행량 (대/일) | 통행량 (대/일) | 통행량 (대/일) | 각주  |
| 요금소        | 2001년         | 2002년         | 2003년         | 2004년         | 2005년         | 2006년         | 2007년         | 2008년         | 2009년         | 2010년         | 각주  |
| ------------- | -------------- | -------------- | -------------- | -------------- | -------------- | -------------- | -------------- | -------------- | -------------- | -------------- | ----- |
| 남원 (폐쇄식) | 3,100          | 3,932          | 3,797          | 3,370          | 3,214          | 3,180          | 3,226          | 2,923          | 3,088          | 3,239          | [ 5 ] |
| 요금소        | 2011년         | 2012년         | 2013년         | 2014년         | 2015년         | 2016년         | 2017년         | 2018년         | 2019년         |                | [ 5 ] |
| 남원 (폐쇄식) | 3,204          | 2,949          | 2,990          | 2,959          | 3,117          | 3,710          | 3,729          | 3,630          | 3,739          |                | [ 5 ] |